# Amasjaure (Gällivare socken, Lappland, 747522-165591)
Amasjaure är en sjö i Gällivare kommun i Lappland och ingår i Luleälvens huvudavrinningsområde. Sjön har en area på 1,19 kvadratkilometer och ligger 503 meter över havet. Amasjaure ligger i Sjaunja Natura 2000-område. Sjön avvattnas av vattendraget Amasjåkkå.

## Delavrinningsområde
Amasjaure ingår i det delavrinningsområde (747347-165761) som SMHI kallar för Utloppet av Amasjaure. Medelhöjden är 537 meter över havet och ytan är 25,59 kvadratkilometer. Räknas de 4 avrinningsområdena uppströms in blir den ackumulerade arean 57,98 kvadratkilometer. Amasjåkkå som avvattnar avrinningsområdet har biflödesordning 3, vilket innebär att vattnet flödar genom totalt 3 vattendrag innan det når havet efter 363 kilometer. Avrinningsområdet består mestadels av skog (59 procent) och sankmarker (30 procent). Avrinningsområdet har 1,81 kvadratkilometer vattenytor vilket ger det en sjöprocent på 7,1 procent.